# Kanton Argenton-sur-Creuse
Kanton Argenton-sur-Creuse (francouzsky Canton d'Argenton-sur-Creuse) je francouzský kanton v departementu Indre v regionu Centre-Val de Loire. Tvoří ho 11 obcí.

## Obce kantonu
- Argenton-sur-Creuse
- Bouesse
- Celon
- Chasseneuil
- Chavin
- Le Menoux
- Mosnay
- Le Pêchereau
- Le Pont-Chrétien-Chabenet
- Saint-Marcel
- Tendu